# ماکسیمیلیان دوم امانوئل
ماکسیمیلیان دوم (انگلیسی: Maximilian II Emanuel, Elector of Bavaria; ۱۱ ژوئیهٔ ۱۶۶۲ – ۲۶ فوریهٔ ۱۷۲۶) یکی از ملکزادگان و حکام بایرن در قرن ۱۷ و ۱۸ میلادی بود که به مدت ۴۷ سال بر این ایالت حکومت می‌کرد.
وی همچنین آخرین حاکم دولت اسپانیایی هلند و دوک لوکزامبورگ بود که در نبرد علیه عثمانی‌ها شرکت کرد.